# Fruits Basket
A Fruits Basket (フルーツバスケット; Hepburn: Furūtsu Basuketto; Gyümölcskosár) japán sódzso manga- és animesorozat. Kéthetente jelent meg a japán Hana to Jume (Virágok és Álmok) című magazinban, 1999-től 2006-ig. A sorozatnak készült egy 26 részes anime feldolgozása is.

## Történet
A Fruits Basket egy Honda Tóru nevű diáklány életét követi nyomon, aki nemrég vesztette el az anyját, Honda Kjókot egy autóbalesetben. Azután Tóru a nagypapájával lakik, de amikor a ház felújításra szorul, Tóru sátorban kezd élni és munkát vállal, hogy fenntartsa magát. A nehézségek ellenére a lány mindvégig optimista marad.
Egy napon talál egy házat abban az erdőben, ahol éppen átmenetileg él. Kiderül, hogy a ház Szóma Sigure és osztálytársának, Szóma Jukinak a tulajdona. Miután a Szómák látják helyzetét és kitartását, felajánlanak neki egy üres szobát, házimunkáért cserébe. Mivel még aznap éjjel egy földcsuszamlás betemeti a sátrát, benne az anyja fényképével, nincs más választása, minthogy elfogadja az ajánlatot. Beköltözése után nem sokkal megjelenik Szóma Kjó, és kihívja maga ellen Jukit.
Tóru ezután felfedezi a Szóma család titkát: a család tizenhárom tagja a kínai asztrológia 12 állatöve, illetve a macska hatalma alatt van. Az utóbbit egy régi legenda szerint kihagyták a zodiákusból. A megátkozott családtagok állatokká változnak át hogyha egy ellentétes nemű ember megöleli őket, ha stresszhatás éri őket, vagy ha legyengülnek (pl. betegek lesznek). Miután Tóru megígéri, hogy megtartja a titkot, a Szómák nem törlik ki a memóriáját, amit pedig már többször megtettek előtte mással.

## Szereplők

### Tóru családja és barátai
Honda Tóru (本田 透; Hepburn: Tōru Honda)
16-17 éves, árva gimnazista diáklány. A történet folyamán Sigure, Juki és Kjó Szómával egy házban lakik. Imád főzni, nagyszerű háziasszony. Iskola utáni munkát vállal, hogy fedezni tudja a tandíját, hogy ezzel ne nagyapját terhelje. Mindig udvarias, hihetetlenül kedves, előzékeny és naiv. Sokszor a többi szereplőnek kell figyelmeztetnie, hogy gondoljon többet magára is. Mindkét szülője meghalt. Anyja, Honda Kjóko egy hírhedt bandatag volt, míg apja egy fiatal középiskolai tanár. Az apja tüdőgyulladásban halt meg, mikor Tóru hároméves volt és az anyja pedig autóbalesetben, amikor a lány elkezdte a gimnáziumot.
Uotani Arisza (魚谷 ありさ; Hepburn: Arisa Uotani) (Uo-csan)
16-17 éves gimnazista diáklány. Korábban egy hírhedt lánybanda tagja volt, de Kjóko segítségével sikerült szakítania ezzel az életmódjával. Így Tóru egyik legjobb barátnőjévé válik. Arisza kemény, férfias és néha erőszakos, de könnyen sírva fakad, ha a barátairól van szó. Szeret kártyázni, és ő szokta megvédeni Tórut Juki rajongóitól. A természete nehéz gyermekkorából ered, amikor is az anyja elhagyta az apját egy másik férfiért, és az apja alkoholista lett. Ez vaddá és elutasítóvá tette Ariszát a világgal szemben, amíg nem találkozott Kjókoval és Tóruval. Tóru állandó védelmezése miatt egyfajta apafigurává növi ki magát. Kurenoba lesz szerelmes, és a 127. fejezetben elmondja neki, hogy végig őrá várt, és szüksége van rá.
Hanadzsima Szaki (花島 咲; Hepburn: Saki Hanajima) (Hana-csan)
16-17 éves diáklány. A sötét, gótikus stílusba öltözött Szaki természetfölötti erőkkel rendelkezik, ugyanis megérzi az emberek auráját és elektronikus hullámait. Arisához hasonlóan erősen védelmezi Tórut, aki elsőként fogadta el igazán az iskolában, különös képességei ellenére. Objektív, udvarias és imád enni. Jó kapcsolatban van a családjával, akik elfogadják őt, sőt bátorítják furcsa természetét (öccse az ő kedvéért sajátít el természetfölötti képességeket). Arisa mellett anyafigurának tűnik Tóru védelmezésével. Amikor Kazuma bemegy az iskolába Kjó tanárának fogadóórájára, Saki megjegyzi, hogy "jóképű". Kjó-nak nem nagyon tetszik a gondolat, hogy Hana legyen az "anyja". A manga végén történik utalás arra, hogy együtt lakik Kazumával.
Honda Kjóko (本田 今日子; Hepburn: Kyōko Honda)
Honda Tóru anyja. Fiatal korában sokszor bajba került és kerülte az iskolát, emiatt a szülei kitagadták. Egy csak lányokból álló banda tagjaként Vörös Lepke volt a beceneve. Beleszeretett egy Kacuja Honda nevű, az iskolájában gyakorló fiatal tanárba, ami végül elvezetett bandából való kilépéséhez. Rövidesen megházasodtak, és született egy lányuk, Tóru. Autóbalesetben halt meg, mikor Tóru elsős volt a gimnáziumban.
Honda Kacuja (本田 勝也; Hepburn: Katsuya Honda)
Honda Tóru apja és Honda Kjóko férje. Akkor találkozott Kjókóval, mikor a lány még csak iskolás volt, ő pedig gyakorló tanár. Segített neki kilépni a bandából, és egy új életet kezdeni. A nyolc év korkülönbség ellenére egymásba szerettek és megházasodtak. Katsuya tüdőgyulladásban halt meg, rövidesen Tóru születése után.

### A Szóma család tagjai
Szóma Juki (草摩 由希; Hepburn: Yuki Sōma) (16-18)
Juki a patkány a kínai zodiákusból. Jóképűsége és visszafogottsága miatt ő a "herceg" az iskolában, és rengeteg hódolója akad, mégis nehezére esik barátkoznia. Sokszor azt kívánja, bárcsak barátjai lennének a csodálók helyett, akik csak távolról imádják. Traumatikus gyerekkort élt meg Akito mellett, aki bezárta és mentálisan kínozta. Emiatt Jukinak igen alacsony önbecsülése van, de Tóru segítségével fokozatosan felenged. Általában csendes és visszahúzódó, kitűnő tanuló, és szeret kertészkedni. Juki rajongóklubjának a tagjai féltékenyek lesznek Tórura, mikor közelebb kerül a fiúhoz, és mindent elkövetnek, hogy eltávolítsák őket egymástól. Állításuk szerint ezzel Jukit védik meg Tóru ármánykodása ellen, de a valóságban viszonzatlan szerelmükkel árasztják el őt, amitől igazából Tóru védi meg. A mangában kiderül, hogy annak idején Juki mentette meg Tórut és vitte vissza az anyjához, amikor a lány még nagyon fiatal volt. Tóru soha nem felejtette el az emléket, és megőrizte a sapkát is, amit Juki adott neki (és ami eredetileg Kjó tulajdona volt). Ezek miatt Juki egy igen mély és szeretetteljes érzést táplál Tóru iránt. Van egy Tóruval közösen gondozott kis kertje az erdőben, a Sigure házához vezető úttól nem messze. Később bevallja Manabe-nek, hogy végig egy anyafigurát keresett, és azt találta meg a lányban. A diákönkormányzat elnöke lesz.
Szóma Kjó (草摩 夾; Hepburn: Kyō Sōma) (16-18)
Kjó a macska, amelyik a legenda szerint azért hiányzik a zodiákusból, mert annak idején lekéste a bankettet az egér jóvoltából. Emiatt Kjó gyűlöli Jukit, és az egész életét annak szenteli, hogy legyőzze. Fogadást kötött Akitóval: ha legyőzi Jukit a középiskola vége előtt, akkor a Sohmák hivatalosan is befogadják a 12 zodiákus állat közé. De ha nem, akkor egész életét a Szóma család birtokán kell töltenie, egy szobába bezárva. Hónapokig tartó kitartó gyakorlás ellenére sem sikerül neki akár csak megütnie Jukit. Kjó még azoktól az emberektől is elmenekül, akik segíteni akarnak neki, mert szégyenli az igazi formáját (a zodiákus állatának egy elváltozott, groteszkebb és nagyobb változata), amivé válik, amikor leszedik róla a karkötőjét. Mégis, amikor Tóru meglátja az igazi formáját, elfogadja, és kéri, hogy vele maradjon. Kjót hibáztatják az anyja haláláért, aki öngyilkosságot követett el. Magát teszi felelőssé Tóru anyjának a haláláért, akit megmenthetett volna átváltozásának az árán. A baleset megrázza őt, amihez hozzájárulnak Kjóko utolsó szavai (Soha nem bocsátok meg neked...), amit valójában félreért (Soha nem bocsátok meg neked, ha nem tartod be az ígéretedet [hogy vigyáz Tóru-ra]). A történet során nyilvánvalóvá válik, hogy Kjó szerelmes Tóruba. Mégis, mikor Tóru viszonozná, ő elutasítja, illúziónak nevezve Tóru szerelmét, mert azt gondolja, csak fájdalmat okozna Tórunak a kapcsolatukban. A manga 129. fejezetében, miután Tóru kikerül a kórházból, Kjó szerelmet vall neki.
Szóma Sigure (草摩 紫呉; Hepburn: Shigure Sōma) (26-28)
Sigure a kutya a zodiákusból, és ő a tulajdonosa annak a háznak, ahol négyen laknak Jukival, Tóruval és Kjóval együtt. Végtelenül lusta és perverz. Amikor Ajame meglátogatja, mindig úgy üdvözlik egymást, mintha szeretők volnának. Romantikus regényeket ír, ezek közül a legismertebb a "Nyárszínű ég". Imádja az őrületbe kergetni a kiadója ügynökét a határidők be nem tartásával, szeret későn kelni és cigarettázni. Sigure ezen kívül gondoskodó, mégis "az összes közül legrosszabbnak" vallja magát, mert bárkit képes felhasználni és feláldozni, hogy megszerezze, amit akar. A mangában kiderül, hogy szenvedélyesen szerelmes Akitóba, de féltékeny lett, mikor Akito Kurenót választotta helyette, ezért bosszúból lefeküdt Rennel, Akito anyjával. Már a manga elején kiderül, hogy Sigure Tórut használja az átok továbbgyengítéséhez (az átok amúgy is gyenge, például Kureno már nem változik át).
Szóma Akito (草摩 慊人; Hepburn: Akito Sōma) (19-21)
A mangában kiderül, hogy nő, és ez az animében is látszik. A család feje és nagyon gyenge az egészsége. Ritkán jár ki a házból azon kívül, hogy találkozzon a külső világban élő családtagokkal, például Jukival vagy Sigurével. Akito többször bántalmazta mind lelkileg, mind testileg a család több tagját is, de mivel abszolút hatalmat gyakorol, senki sem mer ellent mondani neki. Ő van megátkozva a kínai zodiákus mindegyik állatával, őrá jut az Isten szerepe, aki a legenda szerint összehívta a tizenkét állatot. Az animében az átok része, hogy csak harmincéves koráig élhet, de a mangában nincsen erről szó. Célja egyszer összehívni a zodiákus összes tagját, hogy vele éljenek a végtelenségig. Tórut gyűlöli a legjobban, mert mindenki őt szereti és védi. A manga végén sikerül kibékülnie a családdal, és barátságot köt Tóruval is.
Szóma Momidzsi (草摩 紅葉; Hepburn: Momiji Sōma) (15-17)
Momidzsi a nyúl a kínai zodiákusból. Aranyos, gyerekes, mindig jó kedvű, boldognak látszó szereplő, akinek valójában tragikus a háttértörténete. Kjót gyakran felidegesíti az örökös nyafogásaival. Meglepő módon azonban Momidzsinek sokszor vannak mély gondolatai és egy érzelmileg rendkívül erős karakter. Tórut nagyon könnyen a szívébe zárja, azelőtt megöleli, mielőtt még formálisan bemutatták volna őket egymásnak, annak ellenére, hogy a zodiákus tagja. Az iskolai egyenruha lány-változatát viseli, Kjó borzalmára, ami a nadrág helyett szoknyából áll. A családja a gazdagabb Szómák közül való, apja egy szállodalánc tulajdonosa. Tóru véletlenül pont az egyik szállodában dolgozik takarítónőként. Momidzsi többször is segít Tórunak a munkában, helyettesítette is, mikor a lány beteg volt. Van egy húga, Momo, aki nem tud bátyja létezéséről. Az anyja német, emiatt Momidzsi is többször németül szólal meg a mangában, míg az animében erre nincsen utalás. Az anyjának a memóriáját törölni kellett nem sokkal Momidzsi születése után, mert beleőrült volna a tudatba, hogy a fia "szörnyeteggé" változik. A manga 115. fejezete végén Momidzsi átka feloldódik, bár azt nem tudni, miért vagy hogyan. Kurenóval ellentétben Momidzsi úgy dönt, hogy otthagyja Akitót.
Szóma Kagura (草摩 楽羅; Hepburn: Kagura Sōma) (18-20)
Kagura a disznó a zodiákusból. Gyerekkora óta eltúlzottan szerelmes Kjóba, de a manga során kiderül, hogy valójában csak sajnálatot érez a fiú iránt, aki a macska szellemével van megátkozva. A mérhetetlen szerelme ellenére gyakran elveszíti az önuralmát, és érzéketlenül veri a fiút, ha az feldühíti vagy idegessé teszi. Mivel egyike a három nőnemű zodiákusnak, szabadon ölelheti meg a fiúkat anélkül, hogy bármelyikük is átváltozna. Rinnel és a saját anyjával lakik, akit nem zavar Kagura kétarcú személyisége. Ő az egyetlen nőnemű zodiákus, akit nem bántalmaz közvetlenül Akito.
Szóma Kisza (草摩 杞紗; Hepburn: Kisa Sōma) (12-14)
Kisza a tigris a zodiákusból. Nagyon félénk, aranyos és zárkózott, nagy részben az osztálytársai miatt, akik kicsúfolják szőkeségét, ami természetellenes hajszínnek számít a japán kultúrában. Az átoknak egyébként egy velejárója a szokatlan hajszín (ilyen például Kjó narancs haja is). Tóru segít neki megnyílni, Kisza emiatt kezd erősen ragaszkodni hozzá, és a nővérének szólítani őt. Szereti a rántottát és egy Mogeta című anime sorozatot. Általában Hiroval és Momidzsivel szokott együtt lenni. Az anyja sokat aggódik miatta, és védi mindentől.
Szóma Hiro (草摩 燈路; Hepburn: Hiro Sōma) (11-13)
Hiro a bárány a zodiákusból. Intelligens, de ugyanakkor sokszor verbálisan agresszív. Gyakran vannak szarkasztikus és pesszimista megszólalásai. Szerelmes Kiszába, és emiatt ellenségeskedik Tóruval, aki akaratlanul is elfoglalja Kisza figyelmét és idejét. A mangában a Tóru iránti bosszankodása onnan is visszavezethető, hogy Tóru emlékezteti Hirót az anyjára, aki ugyanolyan feledékeny és gyerekesen vidám. A 118. fejezetben ő is felszabadul az átok alól.
Szóma Hatori (草摩 はとり; Hepburn: Hatori Sōma) (26-28)
Hatori a sárkány a zodiákusból. A Szóma család magánorvosaként komoly és gyakran úgy tűnik, mintha nem lenne humorérzéke. Neki kell kitörölnie azoknak a memóriáját, akik felfedezik a Szóma család titkát. Nem lehet tudni, hogy csupán hipnózist használ fel erre, vagy más, természetfölötti erők birtokában is van. Az átok hatására tengericsikóvá változik, amiről azt tartja a kínai hagyomány, hogy a sárkány gyermeke. Szerelmes volt egyszer Kanába, az asszisztensébe, de kapcsolatuk végül szerencsétlenül végződött. Hatori engedélyt kért Akitótól, hogy feleségül vehesse Kana-t, de Akitón dühroham tört ki és nekilökte Hatorit egy tükörnek, ami darabokra törött. Ennek eredményeképpen Hatori megvakult a bal szemére. Kana magát hibáztatta a baleset miatt, és beleőrült a depresszióba. Hatori végül kénytelen volt törölni Kana memóriáját, hogy enyhítsen a szenvedésén. Siguréhez és Ajaméhez hasonlóan magas, és közelebbről megismerve jószívű és kedves. Bizonytalan, hogy összejön-e Siraki Majukóval, Tóru tanárával és Kana legjobb barátnőjével.
Szóma Ajame (草摩 綾女; Hepburn: Ayame Sōma) (26-28)
Ajame a kígyó a zodiákusból. Juki bátyjaként ellentéte öccsének: Ajame hiú, élénk, szószátyár, és mindig felmérgesíti Jukit és Kjót. Ezüstfehér haja van és smaragdzöld szemei, ezzel is kontrasztot állítva Juki szürke hajával és lila szemeivel. A nagyképű és magabiztos felszín azonban valójában egy kétségekkel teli belsőt rejt. Legnagyobb félelme, hogy egyedül marad, és komolyabb beszélgetésektől zavarba jön. A középiskolában iskolaelnök volt, Juki nagy meglepetésére. Fiatalkorában nem törődött sokat öccsével, de később ezt megbánja, és mániájává válik, hogy Juki szeretetét megnyerje. Egy maga után elnevezett üzlete van, ahol női ruhákat varr, szemmel láthatólag férfiak számára is. Sőt, ő maga is többször visel női ruhát a történet során. Mine az eladó asszisztense, akiről később kiderül, hogy Ajame barátnője.
Szóma Hacuharu (草摩 溌春; Hepburn: Hatsuharu Sōma) (15-17)
Ő az ökör a kínai zodiákusból. Erőteljesen kétoldalú személyisége van. Általában nyugodt, békés és következetes, de ha feldühödik, akkor agresszívvé válik, idegessé és gátlástalanná. "Fehér" Haru végig tudatánál van "fekete" Haru pusztításai közben, de nem tud semmit tenni ellene. Ezen kívül, Harunak rossz irányérzéke is van, egyszer három napig eltévedt egy idegen városban, hogy megtalálja Kjót. Szeret Kjóból gúnyt űzni és szokása kihívni maga ellen verekedni, bár ez a történet folyamán csak egyszer történik meg. Rinbe szerelmes.
Szóma Ricu (草摩 利津; Hepburn: Ritsu Sōma) (21-23)
Ricu a majom a zodiákusból. Rendkívül alacsony önbecsülése van, és mindenért elnézést kér. Ebben a tulajdonságában az anyjára hasonlít, aki a Szóma család melegfürdőjének a szállásadó nője. Ricu úgy öltözik, mint egy nő, mert így kevesebb rajta a nyomás, ami a társadalomtól éri. A hosszú haja és a szépsége miatt sokszor nőnek is nézik. Olyan dolgokért is hibáztatni szokta magát, amikről egyáltalán nem tehet, és öngyilkossági hajlamai is vannak. Sigure szereti kihasználni Ricu furcsa természetét, és gyakran megrendíti már amúgy is gyenge önbizalmát. A mangában történik utalás arra, hogy romantikus kapcsolat fűzi Sigure szerkesztőjéhez.
Szóma Iszuzu (草摩 依鈴; Hepburn: Isuzu Sōma) (17-19)
Iszuzu a ló a kínai zodiákusból. A családból néhányan Rin-nek szólítják, mert a "szuzu" csengettyűt jelent, és a "Rin" emlékeztet egy csengettyű hangjára. Rideg, makacs, és hirtelenharagú. Jellemző még rá a függetlenség, a szívósság, a sötét és gyönyörű szexualitás. Gyerekkorában a szülei szeretetteljesen bántak vele, de kiderült, hogy csak kényszerből. Mikor ez kitudódott, Rint elkergették, és soha többet nem találkozik velük újra. Hacuharuval szoros szerelmi kapcsolata volt, amíg Akito fel nem fedi, és ki nem löki az ablakon keresztül. Rin súlyosan megsérül, és kórházba kerül. Mivel nem akarja, hogy Harut is hasonlóan bántalmazza Akito, szakít vele anélkül, hogy elárulná az okát. Később a történet során újra összejönnek. Tóru iránt eleinte ellenséges, mert egy betolakodó idegennek gondolja. Végül mégis megenyhül, mivel nem tud ellenállni Tóru kedvességének. Ugyanolyan védelmező lesz vele, amilyenek a többiek is. Tóru lesz igazából az első barátnője.
Szóma Kureno (草摩 紅野; Hepburn: Kureno Sōma) (24-26)
Kureno a kakas a zodiákusból. Csak a mangában jelenik meg. Ismeretlen okból rajta tört meg az átok először. Juki távozása után ő Akito állandó társa, sejthetően szexuális kapcsolat van közöttük. Az átok megtörése után ugyanis Akito félt, hogy elhagyják, és emiatt könyörgött Kurenónak, hogy maradjon vele. Kureno így örök hűséget fogadott Akitónak. A többi zodiákus ritkán láthatja csak, mert Akito nem akarja, hogy kiderüljön, az átok megszűnt. Amikor 26 évesen életében először elment az élelmiszer üzletbe, találkozik Ariszával. A lánynak azonnal megtetszik, de Kureno úgy dönt, hogy jobb, ha nem viszonozza az érzelmeit, és nem látják többé egymást. Arisza Kurenot Tóru férfi változataként írja le túlzott udvariassága és ügyetlensége miatt. A 127. fejezetben Akitonak nincs rá többé szüksége, így végül összejön Ariszával.
Szóma Kazuma (草摩 籍真; Hepburn: Kazuma Sōma) (majdnem 40)
Kazuma nincsen megátkozva, de szoros kapcsolatok fűzik a család megátkozott tagjaihoz. Nagyapja volt Kjó előtt a macska. Kazuma csak egyszer találkozott vele, és akkor sértően viselkedett, amit azóta megbánt. Hogy jóvá tegye, örökbe fogadta Kjót, miután a fiú anyja öngyilkosságot követett el. A kettejük kapcsolata idővel egy igazi apa-fiú kapcsolattá fejlődik. Ő egyben Kjó harcművészet mestere, a családból Jukit, Kagurát és Harut is tanította. Kazuma bízik Tóruban, és reméli, hogy a Kjó iránti szerelme őszinte. Ő mutatja meg Tórunak Kjó valódi alakját. Sejthetően a manga végére Hanával, Tóru barátnőjével lesz szerelmi kapcsolata.
Szóma Ren (草摩 楝; Hepburn: Ren Sōma) (35 vagy idősebb)
Akito anyja. Csak a mangában szerepel. Akitót férfiként nevelte fel azzal az ürüggyel, hogy a családfő nem lehet nő. Valójában attól félt, hogy a férje, Akira jobban fogja szeretni Akitót, mint őt. Akito gyűlöli Rent, és a fő vitatémájuk, hogy Akito köré fognak-e gyűlni a zodiákus tagjai. Akito szilárdan hisz abban, hogy őt Istenként mindenkinek kötelessége szeretni, amíg Ren szerint Akitónak is szeretettel kellene közelednie a zodiákus tagjaihoz ahelyett, hogy kínozná őket. Ren azt is bevallja, hogy sokkal szívesebben lenne a mennyben Akirával, mint a földön Akitóval. Lefeküdt Sigurével, csakhogy feldühítse a lányát.

### Egyéb szereplők
Manabe Kakeru (真鍋 翔; Hepburn: Kakeru Manabe) (16-17)
Alelnöki posztot tölt be Juki mellett az iskolai diákönkormányzatban. Sokban hasonlít Szóma Ajamére karizmatikusságában, és lustasága ellenére egy szeretetreméltó figura. Kuragi Macsi a féltestvére, akit minden áron védelmez Jukival szemben. Van egy Komaki Nakao nevű barátnője. A mangában kiderül, hogy Nokai apja ütötte el annak idején Tóru anyját, a balesetben mindketten azonnal meghaltak. Manabét felbosszantja, hogy Tóru azt hiszi, csak őt érinti fájdalmasan a baleset, és ezt el is mondja Tórunak, azt gondolva, hogy ezzel Nokait védi. Viszont amikor Nokai rájön, hogy mit tett, feldühödik, mert érzéketlenül viselkedett Tóruval szemben. Ekkor Kakeru ráébred, hogy ő és Nokai nem gondolkoznak ugyanúgy, és igyekszik őt jobban megérteni. Bocsánatot kér Tórutól is a sértő viselkedése miatt. Jukival végül jó barátok lesznek, habár sokszor elveszti a fejét, és üvöltözik vele, nem gondolva arra, mit próbál neki a másik mondani.
Kuragi Macsi (倉伎 真知; Hepburn: Machi Kuragi) (15-16)
Kakeru féltestvére, és ő is tagja a diákönkormányzatnak. A többi lánnyal ellentétben Jukit nem gondolja többnek egy átlagos fiúnál, ami felkelti a fiú figyelmét. Juki többször megpróbál összebarátkozni vele, és őneki is tetszik a fiú, de egyáltalán nem olyan erőszakos, mint a többi lány az iskolában. A manga végén összejönnek. Nehezen fejezi ki magát, ami miatt sokszor Kakeru hozza meg helyette a döntéseket. Betegesen gyűlöli a tökéletességet, ezért hajlamos hatalmas rendetlenséget csinálni.
Tódó Kimi (藤堂 君; Hepburn: Kimi Tōdō) (16-17)
A diákönkormányzat titkárainak egyike, és egy rendkívül manipulatív szereplő. Első megjelenésekor megpróbálja elcsábítani Jukit, kivívva ezzel a Juki Fan Club lányok gyűlöletét. Juki rögtön rájött a lány szándékaira, és meg is mondja neki, hogy azonnal fejezze be ezt a fajta viselkedést. Ennek a hatására a lány alig észrevehetően ugyan, de megváltozik. Ezenkívül egyszer úgy szerzett táblát a diákönkormányzatnak, hogy flörtölt a tanárával. Eléggé aktívan részt vesz a diákönkormányzat életében, és egy erős, testvéri barátság köti össze Kakeruval.
Micuru (満; Hepburn: Mitsuru)
Szóma Sigure kiadójának az ügynöke. Bár a neve igazából Micuru, Sigure sokszor játékosan inkább Mit-csan-nak nevezi. Egy rendkívül depressziós fiatal nő, akivel legtöbbször úgy találkozunk, ahogy éppen Sigurét nyaggatja a regényének a befejezésével. Sigure élvezi őt kínozni, például egyszer már jóval a határidő előtt befejezte a regényt, mégis azt hazudta, hogy még nincsen kész. Ezentúl Sigure hajlamos vakációra szökni, amikor a határidő lejárna, ezzel az őrületbe kergetve Micurut. Néha már olyan messzire megy ezzel, hogy Micuru öngyilkossági kísérletet hajtott végre, mire a főnöke megnyugtatta, hogy Sigure ismét csak tréfált. A manga utal arra, hogy Szóma Ricuval alakul ki romantikus kapcsolata, mivel többször is együtt siránkoznak, és megbeszélik egymással az életüket és a problémáikat.

## Média

### Manga
A manga Magyarországon csak az interneten érhető el ott is csak az 55. fejezetig.
Japánban Már befejeződött a sorozat, 2006. november 20-án jelent meg az utolsó, 136. fejezet. A Fruits Basket így összesen 23. kötetből áll. 2003-ban az Egyesült Államok a TOKYOPOP engedélyezésével is megkezdte a terjesztést, miután a TOKYOPOP honlapján az elsők között lett a legtöbbet kért mangák listáján. Az első lefordított kötetet 2004 februárjában adták ki. Ezenkívül megjelent Szingapúrban, Ausztráliában és Új-Zélandon is. Európában francia és német fordításban kapható. Latin-Amerikában pedig Mexikóban és Brazíliában adták ki.
Az ötödik kötet kapta az Egyesült Államokban a "legtöbbet eladott Shojo manga 2004-ben" címet.
A manga tartalma sokkal részletesebb az anime sorozatnál. Míg az anime befejőzik a nyolcadik kötetnél, a manga tovább folytatja a történetet Kyo, Yuki és Tohru kapcsolatának részletezésével, az iskolai elnökséggel, és több, a Sohma családon belüli titokra is fény derül. Ezen kívül több fontos szereplő is csak a mangában jelenik meg (pl. Kureno, Rin).

### Anime
A Fruits Basket anime sorozatot először a Tokyo TV sugározta le 2001. július 5-én, és az utolsó epizód 2001. december 27-én volt látható. A sorozatot Akitaro Daichi rendezte. Jelenleg az amerikai CoLours TV csatornán látható, a FUNimation cég jóvoltából. A sorozat nyitó (For Fruits Basket) és záró zenéjét (Chiisana Inori) Ritsuko Okazaki énekesnő adja elő.
Az anime sorozat az eredeti mangatörténetnek csupán töredékét dolgozza fel. Az első 19 rész a manga első öt kötetének a történetét mondja el. A 20-23. rész átugorja a manga hatodik kötetét, és ehelyett a 7. és 8. kötetben levő történéseket ábrázolja, hogy megmutassa Yuki látogatását a bátyja üzletében, és hogy bemutassa Hiro Sohmát és Ritsu Sohmát. A 24. és 25. résszel azonban visszatér a 6. kötethez, amiben kiderül Kyo valódi alakja. A 26. rész pedig csak az animében szerepel, a benne történtek nincsenek a mangában.
Bár legtöbbször a sorozat követi a manga történetét, van néhány részlet, amit megváltoztatott. Néhány dolgot egybeírtak, másokat viszont, mint például Tohru első találkozása Momijivel vagy a sapkára történő utalások hiányoznak az animéből. Ezenkívül az anime sorozat többször megjeleníti, ahogy a Sohma család tagjai véletlenszerűen átváltoznak. Például Hana és Uo látogatására a Sohma háznál az anime egy teljes epizódot ír, hosszadalmasan ábrázolva az átváltozásokat. Ezzel szemben a mangában egyáltalán nem történik átváltozás. Sok esemény, ami Kyo szörnyformájának a leleplezése körül forog, csak az animében fordul elő. Ilyen például Tohru találkozása Akitoval az erdőben, Uoval és Hanaval a síroknál, vagy Yuki megjelenése Kyo-nál. A mangában az sem derül ki, hogy Yuki egyáltalán tudatában lett volna a történteknek.
Néhány szereplőt is átdolgozott az anime. Momiji a mangában félig német, félig japán, és többször is beszél németül, főleg első találkozásai során Tohruval. Ehhez képest az animében nem említik meg Momiji származását, és egyáltalán nem beszél németül. Shigure sötétebb oldalát nagy mértékben enyhítették, így kihagyták az utalásait egy rejtett célról és korai jeleneteit Akitoval. Az anime Akitot pedig férfiként jeleníti meg, és csak ott derül ki, hogy az átok részeként Akitonak meg kell halnia fiatalon.
A FUNimation kiadta az egész anime sorozatot DVD formátumban, négy lemezben. Minden egyes lemezen 6 epizód, szereplő jellemzés, angol és japán nyelvű szinkron, és angol felirat van. Az első lemezen egy 25 perces "Így készült" extra videó is található.

#### Epizódlista
| #  | Epizód címe | Első japán sugárzás  |
| -- | --- | -------------------- |
| 1  | The Strangest Day Dai Icsi Va (第一話; Hepburn: Dai Ichi Wa)                                                           | 2001. július 5.      |
| 2  | The Sohma Curse Dai Ni Va (第二話; Hepburn: Dai Ni Wa)                                                                 | 2001. július 12.     |
| 3  | All Shapes and Sizes Dai Szan Va (第三話; Hepburn: Dai San Wa)                                                         | 2001. július 19.     |
| 4  | Here Comes Kagura! Dai Jon Va (第四話; Hepburn: Dai Yon Wa)                                                            | 2001. július 26.     |
| 5  | A Rice Ball in a Fruits Basket Dai Go Va (第五話; Hepburn: Dai Go Wa)                                                  | 2001. augusztus 2.   |
| 6  | Invincible Friendship Dai Roku Va (第六話; Hepburn: Dai Roku Wa)                                                       | 2001. augusztus 9.   |
| 7  | A Plum on the Back Dai Nana Va (第七話; Hepburn: Dai Nana Wa)                                                          | 2001. augusztus 16.  |
| 8  | Don't Cry, For the Snow will Surely Melt Dai Hacsi Va (第八話; Hepburn: Dai Hachi Wa)                                  | 2001. augusztus 23.  |
| 9  | A Solitary New Year Dai Kjú Va (第九話; Hepburn: Dai Kyū Wa)                                                           | 2001. augusztus 30.  |
| 10 | Make It Clear If It's Black or White Dai Dzsú Va (第十話; Hepburn: Dai Jū Wa)                                          | 2001. szeptember 6.  |
| 11 | Everybody Loves Chocolate Dai Dzsú Icsi Va (第十一話; Hepburn: Dai Jū Ichi Wa)                                         | 2001. szeptember 13. |
| 12 | White Day Dai Dzsú Ni Banasi (第十二話; Hepburn: Dai Jū Ni Banashi)                                                    | 2001. szeptember 20. |
| 13 | A New School Term Starts! Dai Dzsú San Va (第十三話; Hepburn: Dai Jū San Wa)                                           | 2001. szeptember 27. |
| 14 | The Adult's Episode - Ayame's a Messed Up Snake! Dai Dzsú Jon Va (第十四話; Hepburn: Dai Jū Yon Wa)                    | 2001. október 4.     |
| 15 | There Are No Memories It's OK to Forget Dai Dzsú Go Va (第十五話; Hepburn: Dai Jū Go Wa)                               | 2001. október 11.    |
| 16 | If We've Three Then We Don't Need To Fear Jason Dai Dzsú Roku Va (第十六話; Hepburn: Dai Jū Roku Wa)                   | 2001. október 18.    |
| 17 | It's Because I've Been Loved That I've Become Stronger Dai Dzsú Nana Va (第十七話; Hepburn: Dai Jū Nana Wa)            | 2001. október 25.    |
| 18 | The Strongest Tag - The Cursed Electric Wave Brother and Sister Dai Dzsú Hacsi Va (第十八話; Hepburn: Dai Jū Hachi Wa) | 2001. november 1.    |
| 19 | The Source of Cheer Can Be Affected By Colds Too Dai Dzsú Kjú Va (第十九話; Hepburn: Dai Jū Kyū Wa)                    | 2001. november 8.    |
| 20 | Ayame's Secret Life Dai Ni Dzsú Va (第二十話; Hepburn: Dai Ni Jū Wa)                                                   | 2001. november 15.   |
| 21 | Sophist Boy Has Captured The Prince Dai Ni Dzsú Icsi Va (第ニ十一話; Hepburn: Dai Ni Jū Ichi Wa)                       | 2001. november 22.   |
| 22 | Prince Yuki Fan Club Dai Ni Dzsú Ni Banasi (第ニ十ニ話; Hepburn: Dai Ni Jū Ni Banashi)                                 | 2001. november 29.   |
| 23 | Is The Rumored Ri That Mother's Daughter? Dai Ni Dzsú San Va (第ニ十三話; Hepburn: Dai Ni Jū San Wa)                   | 2001. december 6.    |
| 24 | The Curse of the Cat Dai Ni Dzsú Jon Va (第ニ十四話; Hepburn: Dai Ni Jū Yon Wa)                                        | 2001. december 13.   |
| 25 | True Form Dai Ni Dzsú Go Va (二十五話; Hepburn: Dai Ni Jū Go Wa)                                                       | 2001. december 20.   |
| 26 | Let's Go Home Szaisú Kai (最終回; Hepburn: Saishū Kai)                                                                 | 2001. december 27.   |